# Antarktyda Wschodnia

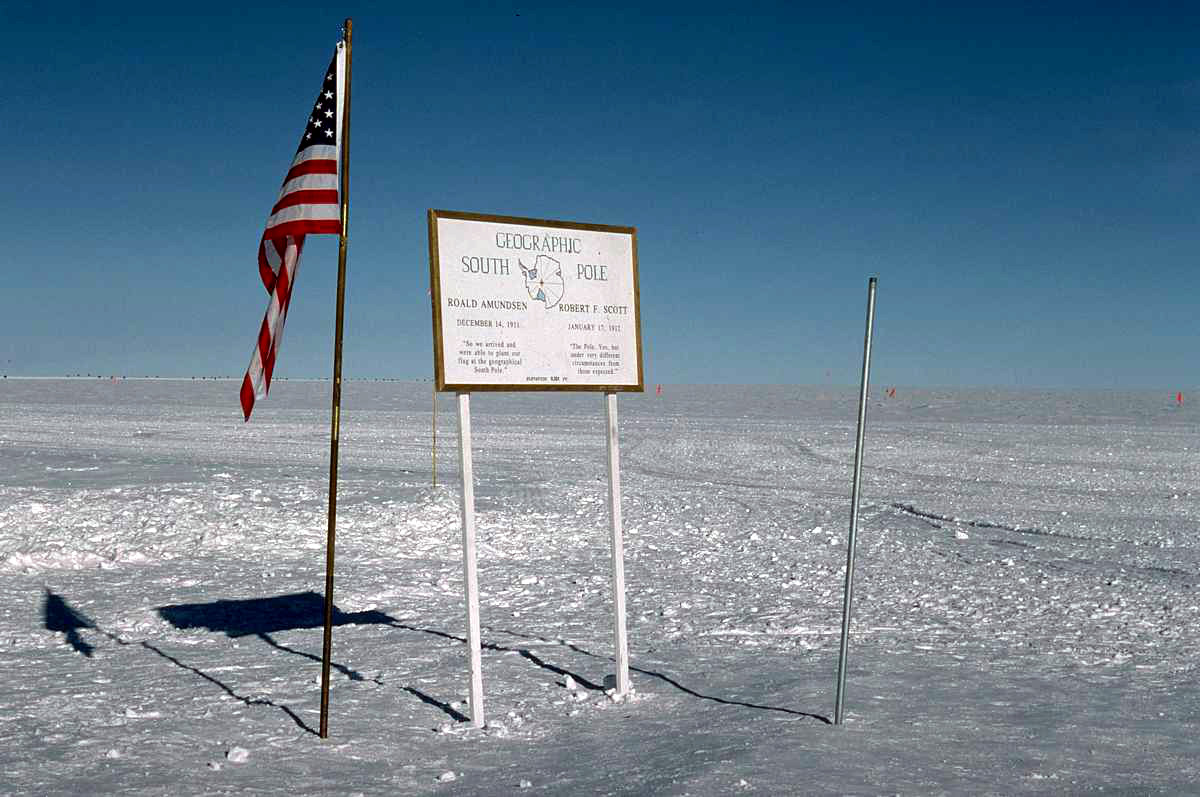
Biegun południowy (2000)

Antarktyda Wschodnia (ang. East Antarctica, Greater Antarctica, fr. Antarctique oriental) – jeden z dwóch, obok Antarktydy Zachodniej, wielkich regionów kontynentu Antarktydy.

## Nazwa
Nazwa „Antarktyda Wschodnia” nawiązuje do tego, że prawie cały region znajduje się na wschodniej półkuli globu . Nazwa weszła do użycia na początku XX w. i została spopularyzowana w okresie po Międzynarodowym Roku Geofizycznym (1957–1958) i badaniach, które wykazały, że Góry Transantarktyczne stanowią użyteczną granicę podziału kontynentu na część wschodnią i zachodnią .
Nazwy „Antarktyda Wschodnia” i „Antarktyda Zachodnia” mogą być mylące . Dla obserwatora patrzącego w kierunku północnym stojącego na przykład na Lodowcu Szelfowym Rossa „Antarktyda Wschodnia” znajduje się na zachodzie a „Antarktyda Zachodnia” na wschodzie. Stąd też zaproponowano inne nazwy regionów: Greater Antarctica dla części „wschodniej” i Lesser Antarctica dla części „zachodniej” . Niemniej jednak w literaturze dominują nazwy „Antarktyda Wschodnia” i „Antarktyda Zachodnia”.

## Geografia
Jeden z dwóch, obok Antarktydy Zachodniej, wielkich regionów kontynentu Antarktydy . Granicą oddzielającą obie części kontynentu są Góry Transantarktyczne, rozciągające się od Morza Weddella do Morza Rossa, które same leżą w Antarktydzie Wschodniej.
Antarktyda Wschodnia obejmuje następujące regiony :
- Ziemię Coatsów
- Ziemię Królowej Maud
- Ziemię Enderby
- Ziemię Mac Robertsona
- Ziemię Wilkesa
- Wybrzeże Królowej Marii.

Antarktydę Wschodnią pokrywa największy lądolód na świecie – East Antarctic Ice Sheet. Największa grubość lodu w regionie (i na całym kontynencie) odnotowana została na Ziemi Wilkesa.
Największym lodowcem jest Lodowiec Lamberta, zasilający Lodowiec Szelfowy Amery’ego. Jest to największy i najdłuższy lodowiec świata, zajmujący ponad 1 milion km² i rozciągający się na długości 400 km.
Najwyższe wzniesienia regionu (i całego kontynentu) znajdują się w obrębie kopuł lodowych: Dome A (4030 m n.p.m.), Dome F (3807 m n.p.m.) i Dome C (3206 m n.p.m.). Na terenie Antarktydy Wschodniej leży biegun południowy, który zlokalizowany jest na płaskowyżu na wysokości 2835 m n.p.m.
East Antarctic Ice Sheet jest najzimniejszym obszarem na ziemi. Na podstawie badań satelitarnych w latach 2004–2016 stwierdzono, że w płytkich zagłębieniach w pobliżu szczytu lądolodu na wysokości 3800–4050 m temperatura powierzchni może lokalnie spadać do –90 °C lub niżej (ok. –98 °C), natomiast temperatura powietrza mierzona wówczas przy powierzchni przez zautomatyzowane stacje meteorologiczne dochodzić do −94 ± 4 °C .
Antarktyda, a w szczególności Antarktyda Wschodnia, zajmuje szczególne miejsce w zakresie zainteresowań geologii z uwagi na jej stabilność pod względem geologicznym od momentu przyłączenia się do superkontynentu Gondwany w okresie fanerozoiku.